# 歴史的記念物 (フランス)

歴史記念物ロゴマーク。ランスのノートルダム大聖堂にあるランス大聖堂の迷宮を基にしたロゴ

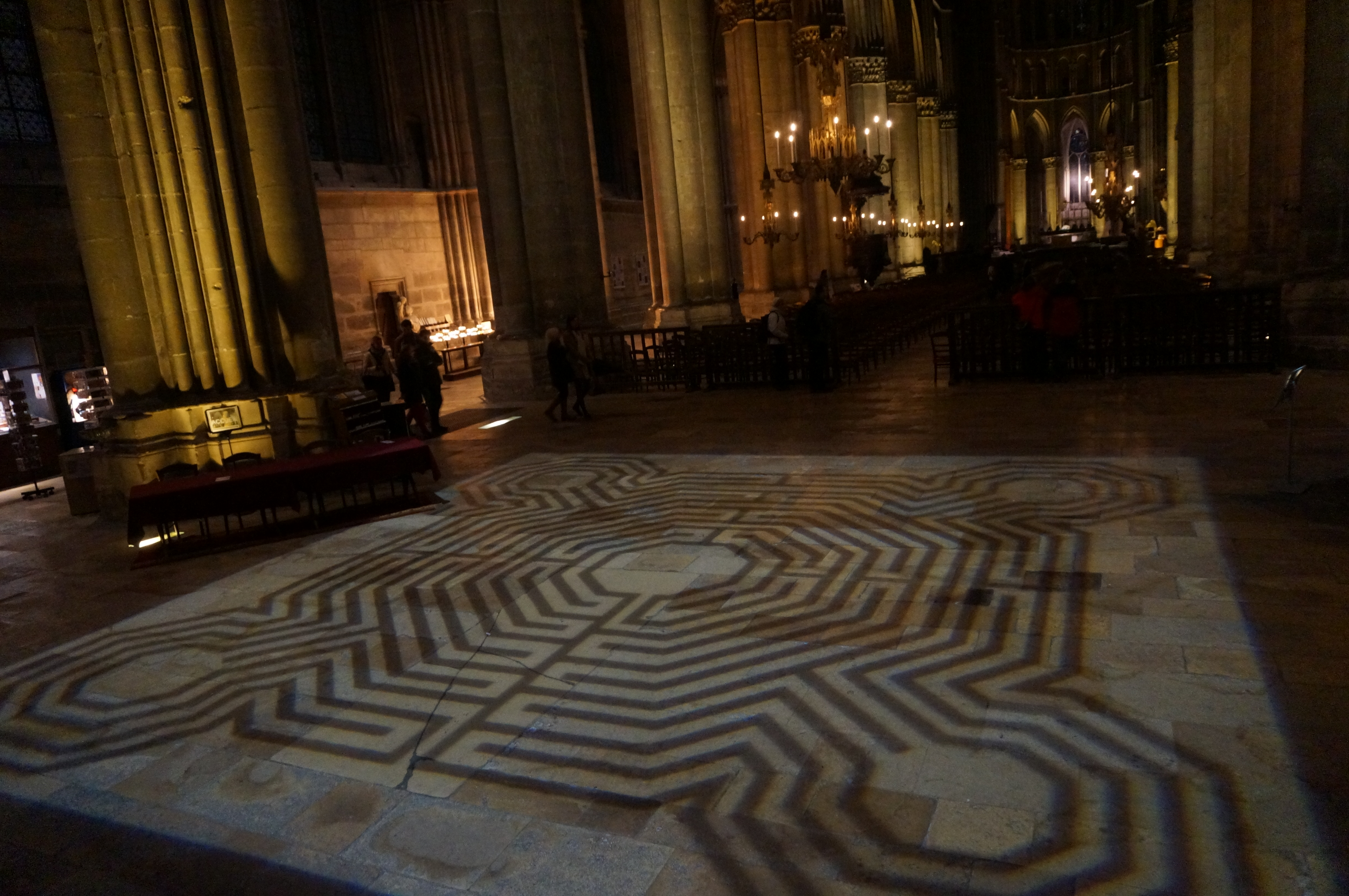
ランスのノートルダム大聖堂のネーブ（一般信者側席の中央通路）の迷宮文様

フランス歴史的記念物（フランス語：Monument historique）とは、1837年9月29日に設立されたフランスの文化遺産保護制度に基づいて保護する文化財に与えられる称号である。公共（共有）・私有、動産・不動産を問わず、また、建築物・敷地の階段や庭、インテリアなど特定の部分にも与えられる。2014年現在、44,318件の不動産が歴史的記念物に指定されている。
歴史的記念物には、フランスの歴史的遺産の保護と修復にあたる複数の団体によって結成された REMPART同盟の公式ロゴマークが付けられる。このロゴマークは世界遺産に登録されているランス大聖堂の床に描かれた迷宮文様を表したものである。

## 歴史的記念物の種類
歴史的記念物は、「格付け」と「登録」に大別される。
- 歴史的記念物としての「格付け (classement)」 は、国家レベルで重要な建築物等を表わす。国家遺産建築委員会（フランス語版）により徹底した歴史的調査・研究が行われ、同委員会の報告書を受けて、文化大臣の名において指定される。
- 歴史的記念物としての「登録 (inscription)」（旧称：歴史的記念物補足目録 (ISMH)」は、地域レベルで重要な建築物等を表わす。地域遺産建築委員会（フランス語版）により徹底した歴史的調査・研究が行われ、同委員会の報告書を受けて、地域の知事の名において指定される。